# Кочетовка (Добринский район)
Кочето́вка — деревня в Добринском районе Липецкой области России. 
Входила в состав Павловского сельсовета, с 2016 года входит в состав Новочеркутинского сельсовета.

## География
Расположена на берегу безымянного ручья реки Пловутка. На западе вплотную примыкает к деревне Евлановка. К юго-востоку от деревни расположен пруд.
Улицы в деревне Кочетовка
- ул. Большая
- ул. Колхозная
- ул. Кооперативная
- ул. Линия
- ул. Молодежная
- ул. Нижняя
- ул. Полевая
- ул. Советская
- ул. Трофимовка
- ул. Фроловка
- ул. Харбино

## История
Возникла в 1920-е годы.

## Население
| 2010 |
| ---- |
| 36   |